# Штадтленгсфельд
Штадтленгсфельд (нім. Stadtlengsfeld) — місто в Німеччині, розташоване в землі Тюрингія. Входить до складу району Вартбург. Складова частина об'єднання громад Дермбах.
Площа — 27,61 км2. Населення становить 2415 ос. (станом на 31 грудня 2016).

## Галерея

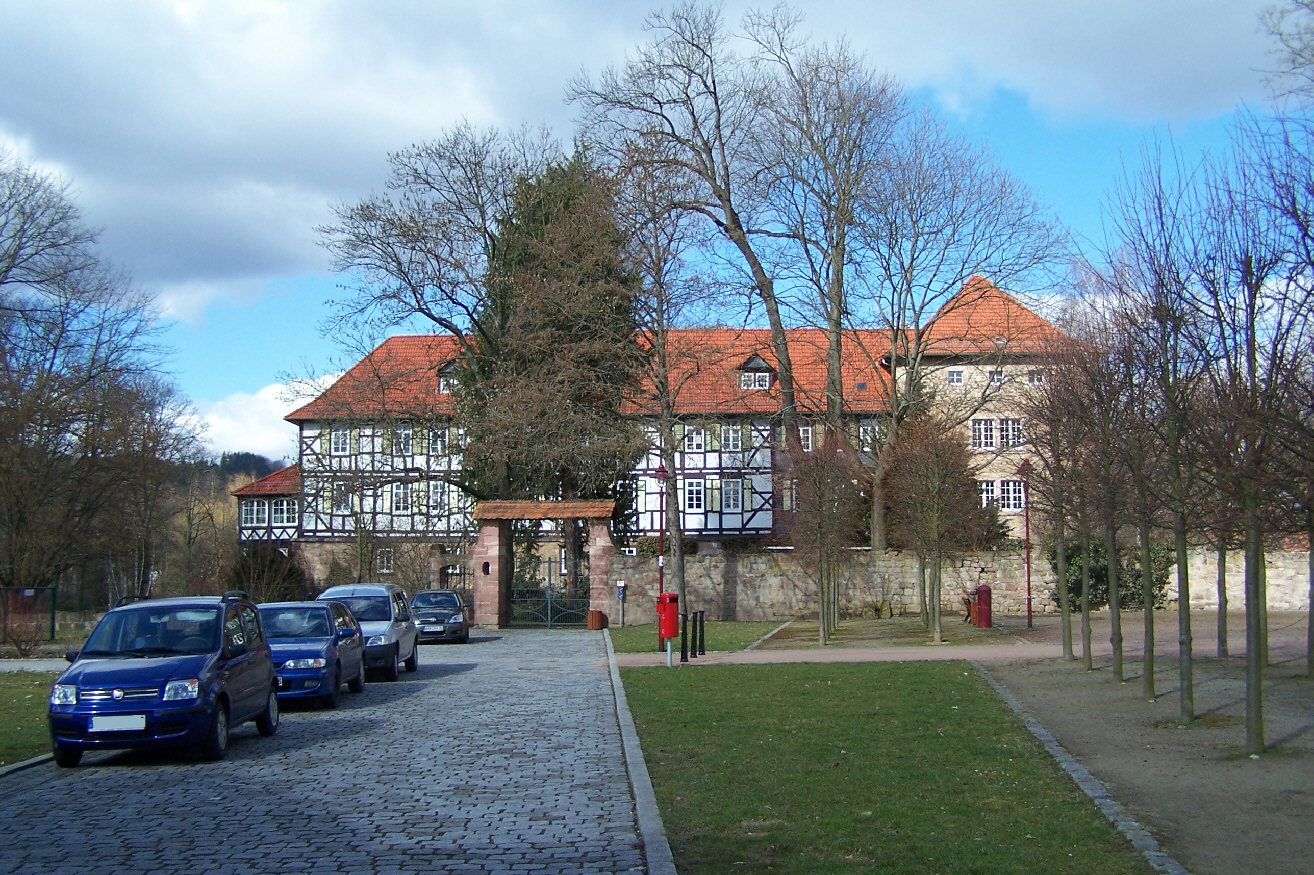
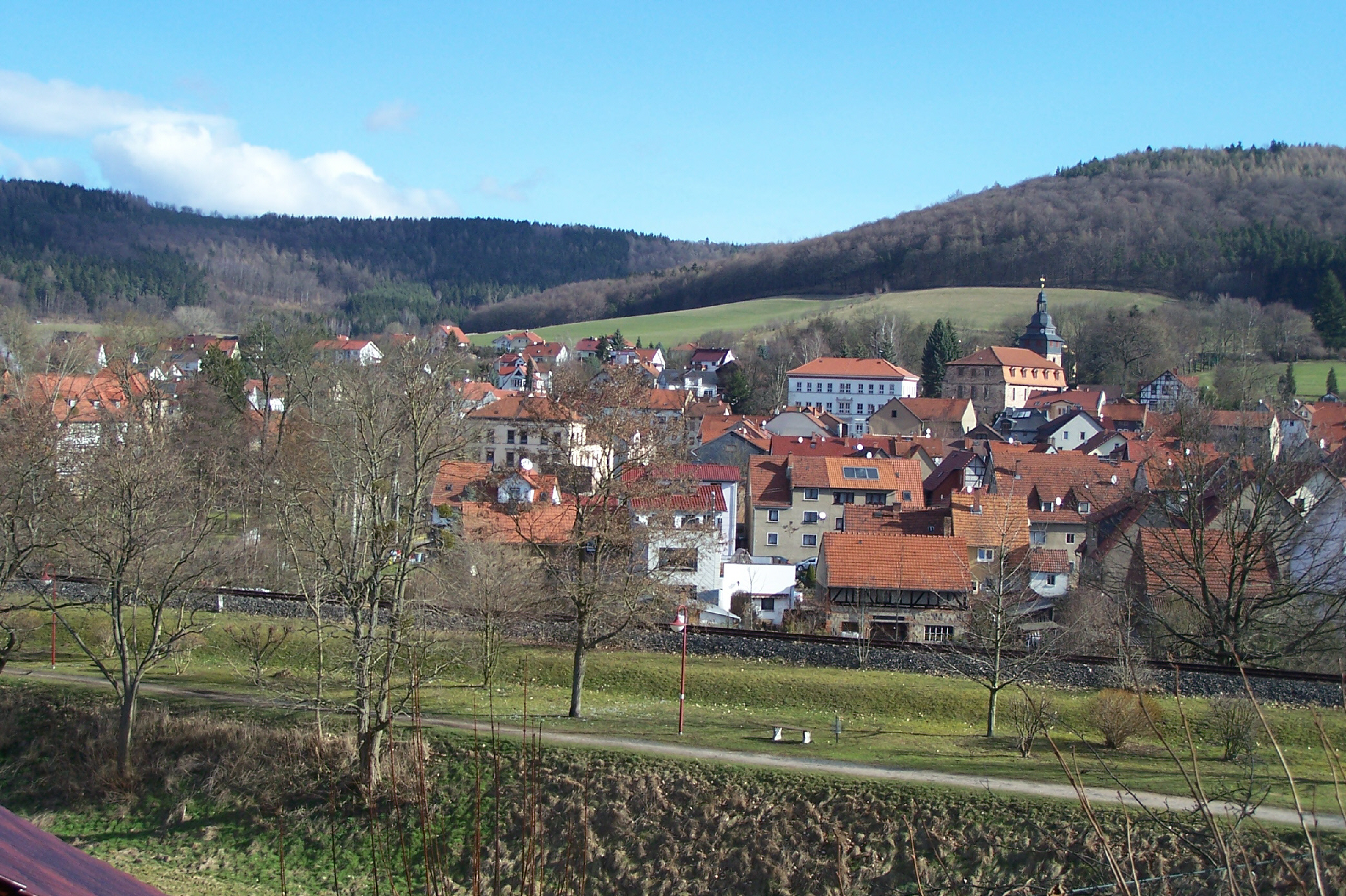
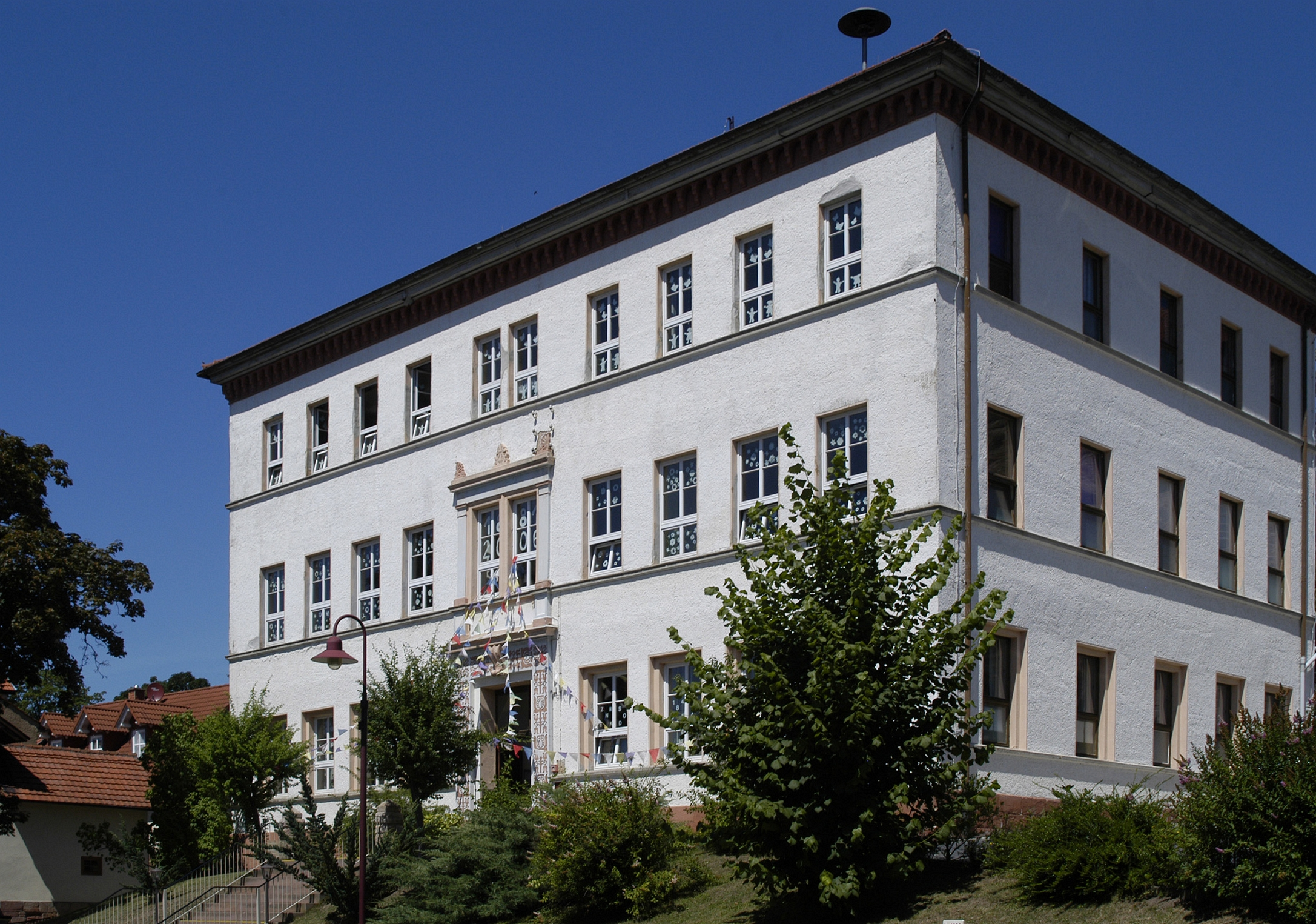
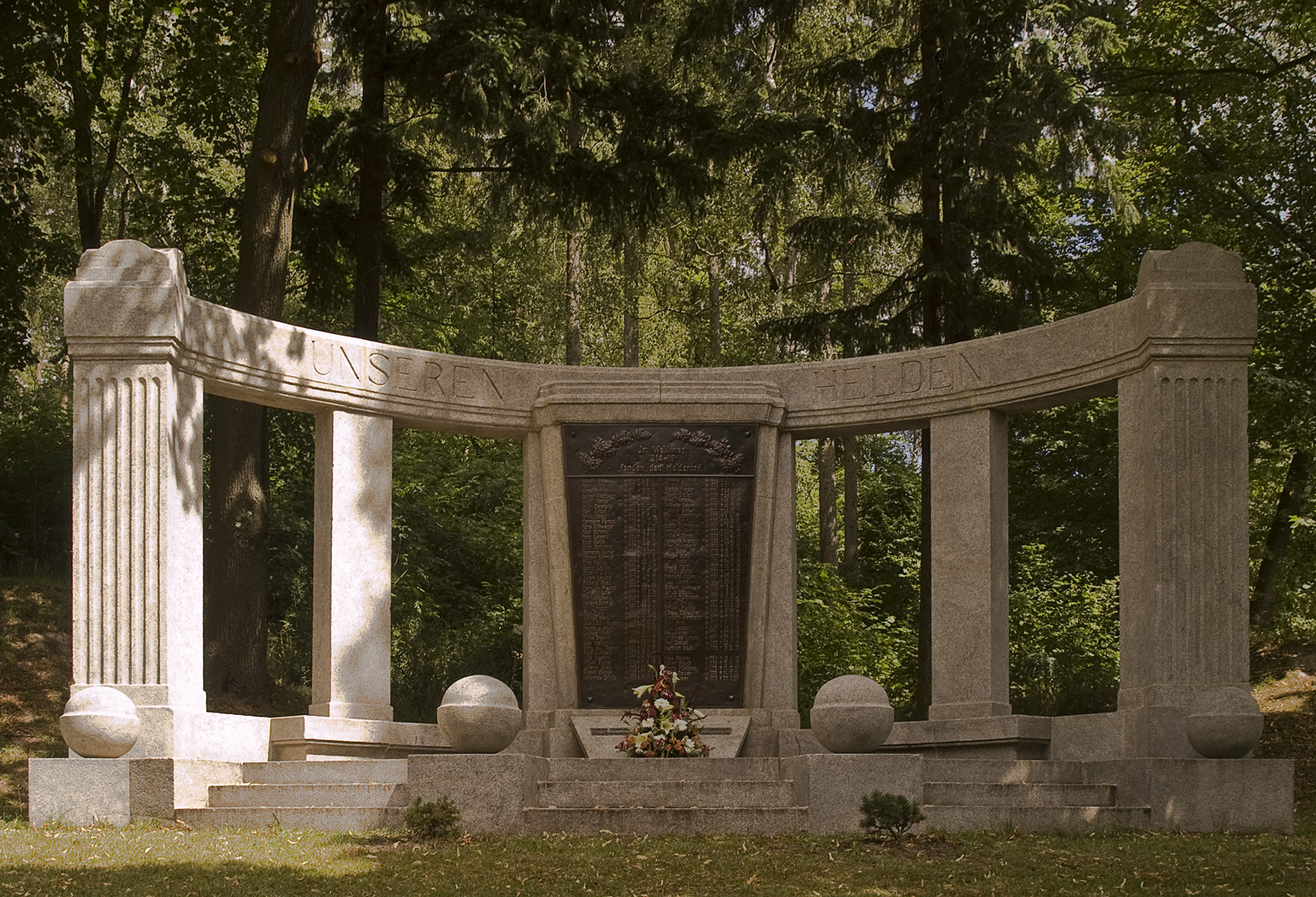
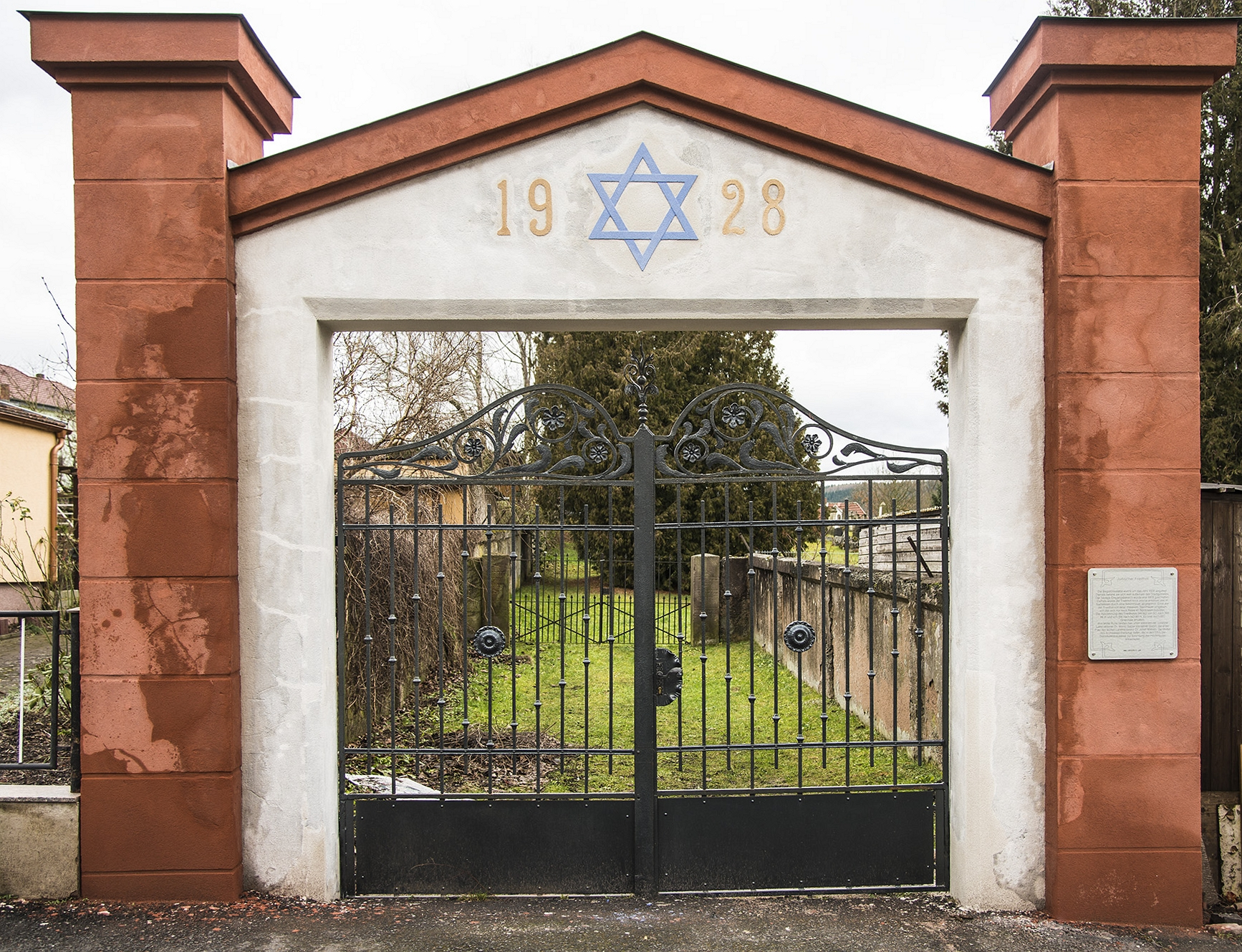